# Al-Farouq Aminu
Al-Farouq Ajiede Aminu, né le 21 septembre 1990 à Atlanta dans l'État de Géorgie, est un joueur américano-nigérian de basket-ball. Il évolue aux postes d'ailier et d'ailier fort.

## Biographie

### Carrière universitaire
Après avoir joué pendant deux ans pour les Demon Deacons de Wake Forest University, il se déclare éligible pour la Draft 2010 de la NBA.

### Carrière professionnelle

#### Clippers de Los Angeles (2010-2011)
Le 24 juin 2010, il est sélectionné en huitième position de la draft 2010 de la NBA par les Clippers de Los Angeles.

#### Hornets de La Nouvelle-Orléans (2011-2014)
Le 14 décembre 2011, Aminu est échangé, avec Eric Gordon, Chris Kaman et un choix de premier tour de la draft 2012 de la NBA, aux Hornets de La Nouvelle-Orléans contre le meneur Chris Paul.

#### Mavericks de Dallas (2014-2015)
Le 28 juillet 2014, il signe un contrat avec les Mavericks de Dallas.

#### Trail Blazers de Portland (2015-2019)
Le 9 juillet 2015, il signe un contrat a Portland pour 30 000 000$ sur 4 ans.

#### Magic d'Orlando (2019-2021)
Le 6 juillet 2019, il signe un contrat de 29 millions de dollars sur trois ans au Magic d'Orlando.

#### Bulls de Chicago (mars 2021-août 2021)
Le 25 mars 2021, il est transféré aux Bulls de Chicago avec Nikola Vučević.

#### Spurs de San Antonio (2021)
En août 2021, en marge du sign-and-trade de DeMar DeRozan aux Bulls de Chicago, Al-Farouq est envoyé chez les Spurs de San Antonio. Il est coupé le 18 octobre 2021.

#### Celtics de Boston (décembre 2021-janvier 2022)
Fin décembre 2021, il signe pour 10 jours en faveur des Celtics de Boston mais ne joue aucune rencontre pour les Celtics.

## Statistiques
gras= ses meilleures performances

### Universitaires
| Saison    | Équipe      | Matchs | Titul. | Min./m | % Tir | % 3pts | % LF | Rbds/m. | Pass/m. | Int/m. | Ctr/m. | Pts/m. |
| --------- | ----------- | ------ | ------ | ------ | ----- | ------ | ---- | ------- | ------- | ------ | ------ | ------ |
| 2008-2009 | Wake Forest | 31     | 30     | 29,0   | 51,6  | 17,9   | 67,1 | 8,16    | 1,48    | 0,97   | 1,23   | 12,94  |
| 2009-2010 | Wake Forest | 31     | 30     | 31,3   | 44,7  | 27,3   | 69,8 | 10,71   | 1,32    | 1,42   | 1,42   | 15,84  |
| Total     | Total       | 62     | 60     | 30,1   | 47,6  | 23,8   | 68,7 | 9,44    | 1,40    | 1,19   | 1,32   | 14,39  |

### Professionnelles
Les statistiques d'Al-Farouq Aminu en NBA sont les suivantes :

#### Saison régulière
| Saison     | Équipe              | Matchs | Titul. | Min./m | % Tir | % 3pts | % LF | Rbds/m. | Pass/m. | Int/m. | Ctr/m. | Pts/m. |
| ---------- | ------------------- | ------ | ------ | ------ | ----- | ------ | ---- | ------- | ------- | ------ | ------ | ------ |
| 2010-2011  | L.A. Clippers       | 81     | 14     | 17,9   | 39,4  | 31,5   | 77,3 | 3,30    | 0,74    | 0,73   | 0,31   | 5,64   |
| 2011-2012* | La Nouvelle-Orléans | 66     | 21     | 22,4   | 41,1  | 27,7   | 75,4 | 4,67    | 1,00    | 0,89   | 0,52   | 6,05   |
| 2012-2013  | La Nouvelle-Orléans | 76     | 71     | 27,2   | 47,5  | 21,1   | 73,7 | 7,70    | 1,36    | 1,21   | 0,67   | 7,30   |
| 2013-2014  | La Nouvelle-Orléans | 80     | 65     | 25,6   | 47,4  | 27,1   | 66,4 | 6,20    | 1,43    | 1,02   | 0,47   | 7,15   |
| 2014-2015  | Dallas              | 74     | 3      | 18,5   | 41,2  | 27,4   | 71,2 | 4,62    | 0,80    | 0,95   | 0,84   | 5,57   |
| 2015-2016  | Portland            | 82     | 82     | 28,5   | 41,6  | 36,1   | 73,7 | 6,09    | 1,68    | 0,88   | 0,65   | 10,23  |
| 2016-2017  | Portland            | 61     | 25     | 29,1   | 39,3  | 33,0   | 70,6 | 7,39    | 1,62    | 0,98   | 0,72   | 8,72   |
| 2017-2018  | Portland            | 8      | 8      | 30,0   | 39,5  | 36,9   | 73,8 | 7,61    | 1,22    | 1,14   | 0,58   | 9,33   |
| 2018-2019  | Portland            | 81     | 81     | 28,3   | 43,3  | 34,3   | 86,7 | 7,53    | 1,28    | 0,84   | 0,41   | 9,38   |
| 2019-2020  | Orlando             | 18     | 2      | 21,1   | 29,1  | 25,0   | 65,5 | 4,83    | 1,17    | 1,00   | 0,44   | 4,33   |
| 2020–2021  | Orlando             | 17     | 14     | 21,6   | 40,4  | 22,6   | 82,4 | 5,40    | 1,70    | 1,00   | 0,50   | 5,50   |
| 2020–2021  | Chicago             | 6      | 0      | 11,2   | 20,0  | 16,7   | 80,0 | 3,20    | 0,30    | 0,30   | 0,00   | 1,50   |
| Total      | Total               | 711    | 445    | 24,9   | 42,0  | 33,2   | 74,6 | 6,00    | 1,20    | 1,00   | 0,60   | 7,50   |

Note : * Cette saison a été réduite de 82 à 66 matchs en raison du lock-out.

Mise à jour le 12 août 2020

#### Playoffs
| Saison | Équipe   | Matchs | Titul. | Min./m | % Tir | % 3pts | % LF  | Rbds/m. | Pass/m. | Int/m. | Ctr/m. | Pts/m. |
| ------ | -------- | ------ | ------ | ------ | ----- | ------ | ----- | ------- | ------- | ------ | ------ | ------ |
| 2015   | Dallas   | 5      | 2      | 30,0   | 54,8  | 63,6   | 78,9  | 7,20    | 1,20    | 2,00   | 1,60   | 11,20  |
| 2016   | Portland | 11     | 11     | 33,8   | 43,8  | 40,0   | 72,4  | 8,64    | 1,82    | 0,73   | 0,91   | 14,64  |
| 2017   | Portland | 4      | 0      | 28,2   | 45,9  | 41,2   | 63,6  | 6,50    | 1,00    | 0,75   | 1,00   | 12,00  |
| 2018   | Portland | 4      | 4      | 32,7   | 51,9  | 43,3   | 100,0 | 9,00    | 1,25    | 1,00   | 0,50   | 17,25  |
| 2019   | Portland | 16     | 16     | 24,9   | 34,9  | 29,4   | 75,0  | 6,25    | 1,31    | 0,56   | 0,62   | 7,38   |
| Total  | Total    | 40     | 33     | 29,1   | 43,4  | 39,1   | 74,2  | 7,33    | 1,40    | 0,85   | 0,85   | 11,30  |

Mise à jour le 11 juin 2019

## Records sur une rencontre en NBA
Les records personnels d'Al-Farouq Aminu, officiellement recensés par la NBA sont les suivants :
| Type de statistique        | Saison régulière | Saison régulière        | Saison régulière | Playoffs | Playoffs                          | Playoffs      |
| Type de statistique        | Record           | Adversaire              | Date             | Record   | Adversaire                        | Date          |
| -------------------------- | ---------------- | ----------------------- | ---------------- | -------- | --------------------------------- | ------------- |
| Points                     | 28               | Celtics de Boston       | 31 mars 2016     | 30       | Clippers de Los Angeles           | 25 avril 2016 |
| Paniers marqués            | 11               | Celtics de Boston       | 31 mars 2016     | 11       | 2 fois                            | 2 fois        |
| Paniers tentés             | 19               | Celtics de Boston       | 31 mars 2016     | 20       | 2 fois                            | 2 fois        |
| Paniers à 3 points réussis | 6                | 2 fois                  | 2 fois           | 6        | Clippers de Los Angeles           | 25 avril 2016 |
| Paniers à 3 points tentés  | 12               | @ Mavericks de Dallas   | 20 mars 2016     | 11       | @ Pelicans de La Nouvelle-Orléans | 21 avril 2018 |
| Lancers francs réussis     | 12               | @ Celtics de Boston     | 16 janvier 2013  | 7        | @ Rockets de Houston              | 28 avril 2015 |
| Lancers francs tentés      | 13               | @ Celtics de Boston     | 16 janvier 2013  | 8        | 3 fois                            | 3 fois        |
| Rebonds offensifs          | 8                | @ Mavericks de Dallas   | 17 avril 2013    | 6        | Nuggets de Denver                 | 3 mai 2019    |
| Rebonds défensifs          | 16               | Mavericks de Dallas     | 4 décembre 2013  | 10       | 2 fois                            | 2 fois        |
| Rebonds totaux             | 20               | 2 fois                  | 2 fois           | 15       | Pelicans de La Nouvelle-Orléans   | 17 avril 2018 |
| Passes décisives           | 6                | 3 fois                  | 3 fois           | 4        | Nuggets de Denver                 | 3 mai 2019    |
| Interceptions              | 6                | @ Lakers de Los Angeles | 8 mars 2015      | 5        | @ Rockets de Houston              | 28 avril 2015 |
| Contres                    | 6                | @ Rockets de Houston    | 28 janvier 2015  | 3        | 3 fois                            | 3 fois        |
| Balles perdues             | 6                | 2 fois                  | 2 fois           | 4        | 2 fois                            | 2 fois        |
| Minutes jouées             | 46               | @ Pacers de l'Indiana   | 21 novembre 2012 | 46       | Nuggets de Denver                 | 3 mai 2019    |

- Double-double : 62 (dont 7 en playoffs)
- Triple-double : 0

Dernière mise à jour : 30 septembre 2020

## Vie privée
Son frère Alade Aminu est également basketteur professionnel.